# Madrid (autonóm közösség)
Az ország közepén fekvő Madrid autonóm közösség, amely egyben tartomány is, egyike Spanyolország 17 autonóm közösségének.
A népesség több mint fele a fővárosban él. Néhány további város Madrid tartomány városai közül: Alcalá de Henares, San Lorenzo de El Escorial és Aranjuez.
Madrid tartomány ad továbbá otthont a Circuit Permanente del Jarama nevű versenypályának, ahol korábban a Formula–1 spanyol nagydíját is rendezték.

## Zászlaja
Zászlaja Kasztíliát jelképező vörös színű lobogó, amit a tartomány címerében is szereplő csillagok díszítenek. A hét csillag a Nagy Medve csillagképet, a csillagok öt ága pedig a Madridot övező öt provinciát (Ávila, Cuenca, Guadalajara, Segovia és Toledo) jelképezi. A népszerűbb értelmezés szerint azonban a csillagok Madrid hét kapuját ábrázolják.